# Corcovado
Corcovado — Коркова́ду, джазовий стандарт, широко відома пісня в жанрі босанова, створена 1960 року Антоніу Карлусом Жобіном і записана Жуаном Жілберту для альбому O amor o sorriso e a flor..
Також записана 1962 року в інструментальній версії Кеннонболлом Еддерлі і Майлзом Девісом, а 1963 року — Стеном Гетцем і Жуаном Жілберту для альбому Getz/Gilberto, потім перекладена на англійську мову як Quiet Nights Of Quiet Stars (слова Джина Ліза) для Енді Вільямса.

## Вибрана дискографія
- Жуан Жілберту — O Amor, o Sorriso e a Flor (1960)
- Кеннонболл Еддерлі та Сержіу Мендес — Cannonball's Bossa Nova (1962)
- Майлз Девіс — Quiet Nights (1962)
- Стен Гетц, Том Жобім, Жуан Жілберту та Аструд Жілберту — Getz/Gilberto (1963)
- Чарлі Берд — Brazilian Byrd (1964)
- Оскар Пітерсон — We Get Requests (1964)
- Френк Сінатра та Том Жобім — Francis Albert Sinatra & Antonio Carlos Jobim (1967)
- Нара Леан — Dez Anos Depois (1971)
- Еліс Режина та Том Жобім — Elis & Tom (1974)
- Елла Фіцджеральд — Ella Abraça Jobim (1981)
- Аструд Жілберту — Jazz Masters 9 (1993)
- Дайана Кролл — Quiet Nights (2009)